# コーバーグ駅
コーバーグ駅（英語：Cobourg train station）はカナダオンタリオ州コーバーグ ディビジョン・ストリート563にある駅。カナダ各地を結ぶVIA鉄道が乗り入れている。

## 概要
当駅は有人駅で、車いすの利用が可能である。

## 利用可能な鉄道路線／列車
VIA鉄道の停車する列車は下記の通り。
トロントとオタワ間の昼行中距離列車コリドー号 …トロント方面 4本/日、オタワ方面 5本/日 停車（平日）
アルダーショット / トロントとキングストン / モントリオール間の昼行長距離列車コリドー号 …トロント方面 3本/日、モントリオール方面 5本/日 停車（平日）